# Hästryggropen
Hästryggropen är en fjärd i Finland. Den ligger i landskapet Österbotten, i den sydvästra delen av landet, 300 km nordväst om huvudstaden Helsingfors.
Hästryggropen avgränsas av fastlandet i öster och av Inre Utstenarna, Sandgrynnan och Nygrynnan i väster. I sydväst ansluter den till Harvungfjärden och i norr till Boviken, Korsnäs. I sydöst utmynnar Harvungån i Hästryggropen. Fjärden är uppkallad efter sandrevet Hästryggen som ligger i fjärden.